# Bagrus bajad
Bayad بياض, Bagrus bajad, là một loài cá da trơn trong họ Bagridae.

## Phân bố
Loài cá da trơn này có trong lưu vực sông Nin, hồ Chad, sông Niger, sông Senegal, hồ Mobutu (hồ Albert) và hồ Turkana. Cũng được thông báo là có trong lưu vực sông Sanaga.